# Лу Шен

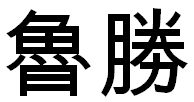

Лу Шен (魯勝, прізвисько «Шуши» 叔時) (III — початок IV у. н. е.) — китайський філософ і учений-відлюдник.
Автор творів «Чжен Тянь лунь» («正天论»), «Мо бянь Чжу» («墨辯注») і ін. Перший твір (астрономічно-календарного характеру) не зберігся до сьогодення. Від другого твору збереглася коротка передмова-коментар до чотирьох перших глав «Канону» школи моїстів, однієї з філософських шкіл Стародавнього Китаю. Згідно робіт дослідника М. Л. Титаренко, заслугою Лу Шена є піднесення наукової цінності гносеологічних ідей моїстів. М. Л. Титаренко відзначає, що в творі «Мо бянь Чжу» Лу Шен, звернувши увагу на досягнення мо цзя в області пізнання, виділив в їх побудовах чотири основні проблеми: 
1. вчення про імена (поняття);
2. вчення про реальну основу понять;
3. про зміст понять як розмежування буття й небуття;
4. вчення про тотожність і відмінності як способи встановлення понять («імен») і визначення відмінності між істиною і хибою.

Лу Шен вважається першим коментатором двох частин моїстського «Канону» і «Пояснень» до них. Йому також приписують введення терміну «мобянь» (墨辯) («Мо про міркування») для позначення перших чотирьох глав «Канону». Пізніше філософ Ху Ши поширив цей термін на всі шість глав «Канону». 